# Jacques Simon
Jacques Simon (Omonville-la-Rogue, 25 de março de 1941  - Valognes, 5 de dezembro de 2017) foi um ex-futebolista francês. Ele competiu na Copa do Mundo FIFA de 1966, sediada na Inglaterra, na qual a seleção de seu país terminou na 13º colocação dentre os 16 participantes.